# Les noies de la sisena planta
Les noies de la sisena planta (originalment en francès: Les Femmes du 6e étage) és una pel·lícula francesa del 2010 dirigida i escrita en part per Philippe Le Guay. Els papers principals són per a Fabrice Luchini, Sandrine Kiberlain, Natalia Verbeke i Carmen Maura. S'ha doblat i subtitulat al català.

## Sinopsi
Ambientada a París l'any 1962, la història alterna dos mons diferents. Una és una família rica tradicional en un apartament còmode que es dedica a guanyar diners i a socialitzar sense sentit. L'altre són les empleades domèstiques mal pagades i amb excés de feina que viuen en condicions paupèrrimes. Com que pocs francesos volen aquest tipus de feina, les ocupen dones espanyoles, amb ganes d'escapar de la pobresa i l'opressió de l'Espanya franquista, que porten amb elles la seva solidaritat nativa i la seva calidesa humana.

## Repartiment
- Fabrice Luchini com a Jean-Louis Joubert
- Sandrine Kiberlain com a Suzanne Joubert
- Natalia Verbeke com a María Gonzalez
- Carmen Maura com a Concepción Ramírez
- Lola Dueñas com a Carmen
- Berta Ojea com a Dolores Carbalan
- Nuria Solé com a Teresa
- Concha Galán com a Pilar
- Audrey Fleurot com a Bettina de Brossolette
- Marie-Armelle Deguy com a Colette de Bergeret
- Muriel Solvay com a Nicole de Grandcourt
- Philippe Duquesne com a Gérard
- Annie Mercier com a Madame Triboulet
- Michèle Gleizer com a Germaine Bronech
- Camille Gigot com a Bertrand Joubert
- Jean-Charles Deval com a Olivier Joubert
- Christine Vézinet com a Valentine
- Jeupeu com a Boulard
- Vincent Nemeth com a Monsieur Armand
- Philippe du Janerand com a Piquer
- Patrick Bonnel com a Golmard
- Laurent Claret com a Blamond
- Jean-Claude Jay com a Pelletier
- Joan Massotkleiner com a Fernando
- Ivan Martin Salan com a Miguel

## Producció
Dues de les actrius espanyoles, Berta Ojea i Concha Galán, no parlaven francès abans de la pel·lícula i van aprendre els seus papers fonèticament.

## Estrena
La pel·lícula es va estrenar al Festival Internacional de Cinema Mediterrani de Montpeller el 23 d'octubre de 2010 i el seu recorregut cinematogràfic a França va començar el 16 de febrer de 2011. La pel·lícula es va projectar fora de competició a la Berlinale el 2011.

## Rebuda
Va ser ben ben rebuda per la crítica i el públic. Le Monde va escriure: "L'entreteniment és tan bo com els actors són perfectes. Fabrice Luchini i Sandrine Kiberlain es troben entre les nostres millors estrelles". Dissentint, La Croix va descriure el "guió mandrós, diàleg pobre, catàleg de tòpics, posada en escena de mala qualitat".

## Premis i reconeixement
La pel·lícula va ser nominada en tres categories als premis César de 2012: millor disseny de vestuari, millor disseny de producció i millor actriu secundària. Carmen Maura va guanyar el premi César a la millor actriu secundària.